# Stenomalina favorinus
Stenomalina favorinus är en stekelart som först beskrevs av Walker 1839.  Stenomalina favorinus ingår i släktet Stenomalina och familjen puppglanssteklar. Arten är reproducerande i Sverige. Inga underarter finns listade i Catalogue of Life.